# Дросопиги (дем Източен Мани)
Вижте пояснителната страница за други значения на Дросопиги.
 Тази статия е за селото на Мани, Гърция.  За други селища на име Дросопиги вижте Дросопиги.  За други селища на име Церова вижте Церова.
Дросопигѝ или Церова (на гръцки: Δροσοπηγή, до 1955 Τσεροβά, Церова̀) е село в Република Гърция, област Пелопонес, дем Източен Мани. Селото има население от 70 души (2001).

## Личности
Родени в Дросопиги
- Йоанис Загорианакос, гръцки революционер, деец на Гръцката пропаганда в Македония